# (24671) Frankmartin
(24671) Frankmartin ist ein Asteroid des Hauptgürtels, der am 10. Januar 1989 vom deutschen Astronomen Freimut Börngen an der Thüringer Landessternwarte Tautenburg (IAU-Code 033) in Thüringen entdeckt wurde.
Der Asteroid ist nach dem Schweizer Komponisten Frank Martin (1890–1974) benannt.